# えちごせきかわ大したもん蛇まつり
えちごせきかわ大したもん蛇まつり（えちごせきかわ たいしたもんじゃまつり）は、新潟県岩船郡関川村で毎年8月最終日曜日に行われる祭り。「竹とワラで作られた世界一長い蛇」として2001年（平成13年）にギネス世界記録に認定された。

## 概要
竹と藁で作られた長さ82.8 m、重さ2 tの大蛇が村内を練り歩く「大蛇パレード」をメインイベントとする。胴体は54の集落が分担して製作し、当日は集落の代表や中学生などから成る500人もの人が交代しながら大蛇を担ぐ。
1967年（昭和42年）8月28日に発生し、村に甚大な被害をもたらした羽越大水害の伝承としての役割もあり、蛇の長さはこれに由来する。
前夜には花火大会、盆踊りが開催される。まつりの入込客数は1996年から2018年まで平均で約17,000人（村人口の約3倍）。

## 沿革
1987年（昭和62年）、青年を中心とした村民が「せきかわふるさと塾」を開塾。その活動の中でNHKから「ふるさとの文化祭」という番組制作の話があり、村民自ら新たな祭りを企画することとなった。「大里峠伝説」（後述）と「8.28水害」の2つをテーマにすることが決まり、僅か3か月後の1988年（昭和63年）8月に第1回が開催された。大きな盛り上がりを見せたことや、全国放映により社会から大きな反応があったことから、同年、第5回日本イベント大賞奨励賞を受賞した。
その後2019年までの32年間は、雨天中止等もせず継続してまつりが開催された（2020-2022年に感染症の影響で中止となり、連続記録が途絶えた）。1989年10月には村民約400人が臨時列車に乗り、東京都立川市の「ふるさと東京まつり」で出張開催を行った。2016年度には国土交通省の手づくり郷土賞を受賞した。

## 大里峠の大蛇伝説

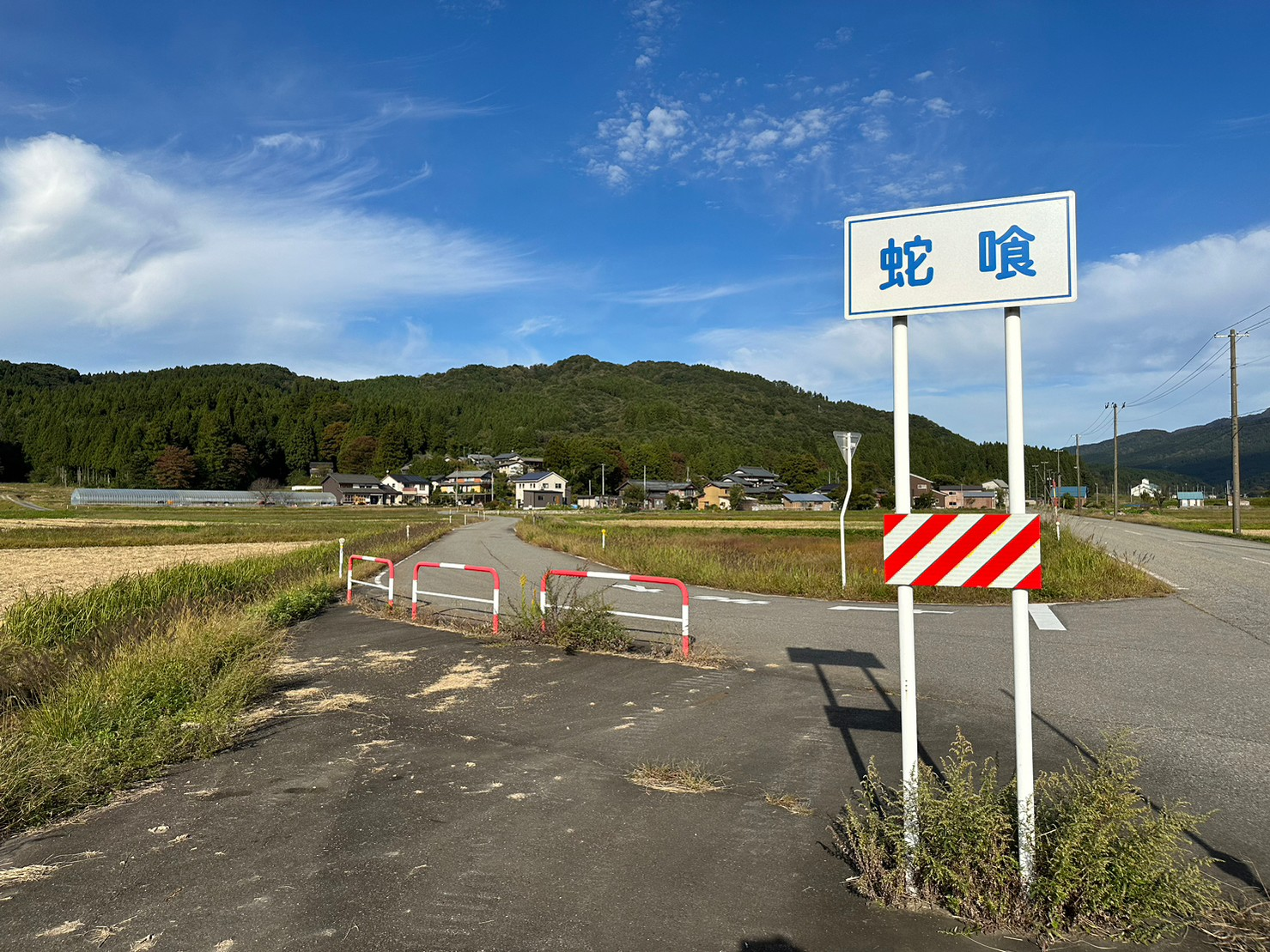
大蛇伝説の舞台となった蛇喰集落の看板（2022年10月）

村内の蛇喰（じゃばみ）集落の女性「おりの」が、禁じられていた蛇の味噌漬けを食べたところ、大蛇に身が変わってしまった。その後「おりの」は大里峠（おおりとうげ）で琵琶を演奏していた琵琶法師のもとに現れ、貝附の荒川狭窄部を堰き止めて一帯を湖にし、自分の住処とすると告げた。この琵琶法師が大蛇から村を守る話が大里峠伝説であり、過去の洪水が伝承化されたものだという説もある。

## 大蛇の保管
大蛇は第1回から2017年までに初代から9代目まで製作・更新されているほか、小大蛇も3代製作された。4代目は道の駅関川内の「せきかわふれあいど～む」に展示されている。かつては大石ダム近くの西俣トンネルにも保管されていた。